# Built to Last (Mêlée)
Built to Last is een nummer van de Californische band Mêlée. In de Verenigde Staten waren al meer nummers uitgebracht, in Europa is het de eerste single van de band. Toen bleek dat deze single zo populair was, werd ook hun album Devils & Angels in Europa uitgebracht, het album waar deze single op te vinden is.
Het nummer gaat over de liefde, volgens de zanger de liefde van zijn leven. Hij noemt de liefde echt en hartverwarmend, maar vooral een liefde waarop men kan bouwen ("built to last").

## Videoclip
In de videoclip van Built to Last spelen de bandleden het nummer, waar tussendoor beelden van "echte liefdesdaden" worden uitgebeeld, zoals het oppompen van de fietsband van een geliefde en het geven van een nieuw ijsje nadat het vorige op de grond is gevallen. Ook worden bepaalde liefdesscènes uit films nagespeeld, waaronder die uit Titanic en From Here to Eternity.

## Hitnotering
| Built to Last in de Nederlandse Top 40 - binnen: 16 februari 2008 | Built to Last in de Nederlandse Top 40 - binnen: 16 februari 2008 | Built to Last in de Nederlandse Top 40 - binnen: 16 februari 2008 | Built to Last in de Nederlandse Top 40 - binnen: 16 februari 2008 | Built to Last in de Nederlandse Top 40 - binnen: 16 februari 2008 | Built to Last in de Nederlandse Top 40 - binnen: 16 februari 2008 | Built to Last in de Nederlandse Top 40 - binnen: 16 februari 2008 | Built to Last in de Nederlandse Top 40 - binnen: 16 februari 2008 | Built to Last in de Nederlandse Top 40 - binnen: 16 februari 2008 | Built to Last in de Nederlandse Top 40 - binnen: 16 februari 2008 | Built to Last in de Nederlandse Top 40 - binnen: 16 februari 2008 | Built to Last in de Nederlandse Top 40 - binnen: 16 februari 2008 | Built to Last in de Nederlandse Top 40 - binnen: 16 februari 2008 | Built to Last in de Nederlandse Top 40 - binnen: 16 februari 2008 | Built to Last in de Nederlandse Top 40 - binnen: 16 februari 2008 | Built to Last in de Nederlandse Top 40 - binnen: 16 februari 2008 | Built to Last in de Nederlandse Top 40 - binnen: 16 februari 2008 | Built to Last in de Nederlandse Top 40 - binnen: 16 februari 2008 | Built to Last in de Nederlandse Top 40 - binnen: 16 februari 2008 | Built to Last in de Nederlandse Top 40 - binnen: 16 februari 2008 |
| Week                                                              | 1                                                                 | 2                                                                 | 3                                                                 | 4                                                                 | 5                                                                 | 6                                                                 | 7                                                                 | 8                                                                 | 9                                                                 | 10                                                                | 11                                                                | 12                                                                | 13                                                                | 14                                                                | 15                                                                | 16                                                                | 17                                                                | 18                                                                |                                                                   |
| ----------------------------------------------------------------- | ----------------------------------------------------------------- | ----------------------------------------------------------------- | ----------------------------------------------------------------- | ----------------------------------------------------------------- | ----------------------------------------------------------------- | ----------------------------------------------------------------- | ----------------------------------------------------------------- | ----------------------------------------------------------------- | ----------------------------------------------------------------- | ----------------------------------------------------------------- | ----------------------------------------------------------------- | ----------------------------------------------------------------- | ----------------------------------------------------------------- | ----------------------------------------------------------------- | ----------------------------------------------------------------- | ----------------------------------------------------------------- | ----------------------------------------------------------------- | ----------------------------------------------------------------- | ----------------------------------------------------------------- |
| Nummer                                                            | 26                                                                | 17                                                                | 14                                                                | 10                                                                | 7                                                                 | 8                                                                 | 8                                                                 | 12                                                                | 13                                                                | 14                                                                | 16                                                                | 20                                                                | 22                                                                | 24                                                                | 25                                                                | 26                                                                | 28                                                                | 31                                                                | uit                                                               |